# Enchant (Software)
Enchant (englisch für verzaubern) ist eine freie Software zur Rechtschreibprüfung, die als intelligentes Frontend für eine Reihe gebräuchlicher Rechtschreibprüfungsbibliotheken fungiert.
Es wird seit 2003 von Dom Lachowicz innerhalb des AbiWord-Projektes in C und C++ entwickelt und unter den Bedingungen einer Variante der GNU Lesser General Public License (LGPL) als freie Software auch im Quelltext verbreitet. Außer der genutzten Programmroutinen-Bibliothek GLib2 hat es keine Abhängigkeiten und ist mit verschiedenen Build-Systemen für eine Vielzahl von Plattformen kompilierbar.
Neben der Nutzung in AbiWord wurden Gnome-Spell und GtkSpell von Pspell auf Enchant umgestellt und wird die Nutzung in KOffice, der Textsatz-Software LyX und dem XML-Editor Conglomerate erwogen. Weiterhin wurde es als freedesktop.org-Standard vorgeschlagen.

## Funktionalität
Enchant abstrahiert den Zugriff auf verschiedene Backends über eine an Aspell/Pspell angelehnte Programmierschnittstelle und nutzt sie in Kombination, indem pro zu prüfendem Wort im Hintergrund aus den verfügbaren konfigurierbar automatisch ein für die jeweilige Sprache passendes gewählt wird. Bei Backends mit weniger Funktionen kann es teils nicht vorhandene Funktionen emulieren.
Es unterstützt
- Aspell/Pspell,
- Ispell,
- Hunspell/MySpell,
- Hspell,
- Apple Spell,
- Voikko und
- Zemberek.